# Solomonski zovoj
Solomonski zovoj (lat. Pseudobulweria becki) je vrsta morske ptice iz roda Pseudobulweria iz porodice zovoja. Englesko ime Beck's petrel je dobila po američkom ornitologu Rollu Becku. Duga je 29 cm. Crne je boje, a trbuh i prsa su joj bijeli. Gnijezdi se na manjim otocima Melanezije Kritično je ugrožena, ima jako malu populaciju. Okvirna popuacija vrste je 50-249 jedinki. Prijetnja su joj mačke i štakori. Prije se smatralo da je vrste podvrsta tahitski zovoja, pa se na latinskom zvala Pseudobulweria rostrata becki.

## Vanjske poveznice
|  | Zajednički poslužitelj ima još gradiva o temi Pseudobulweria becki |
|  | Wikivrste imaju podatke o taksonu Pseudobulweria becki             |